# Blagoje Adžić
Blagoje Adžić (v srbské cyrilici Благоје Аџић, 2. září 1932, Pridvorica u Gacka, Jugoslávie – 1. března 2012, Bělehrad, Srbsko) byl jugoslávský a srbský partyzán a politik, který později sloužil jako generálplukovník a úřadující ministr obrany jugoslávské vlády.

## Život
Celý svůj život zasvětil armádě. Narodil se do srbské rodiny ve vesnici Pridvorica nedaleko města Gacko, Zetské bánovině v Království Jugoslávie v dnešní Republice srbské v Bosna a Hercegovina. Jako dítě byl svědkem vyvraždění své rodiny muslimskými členy chorvatského fašistického hnutí Ustašovců, kteří řádili v jeho vesnici, zatímco byl schovaný na stromě. Jeho sousedé zabili 42 členů jeho rodiny, včetně rodičů, sestry a dvou bratrů.
Účastnil se partyzánského boje. Svoji kariéru zahájil v Titově osobní gardě, Po třetím ročníku na průmyslové škole absolvoval v roce 1953 důstojnickou školu. Po jejím absolvování získal také diplom z cizích jazyků na vojenské škole JNA. Odcestoval do Sovětského svazu a v roce 1969 absolvoval Frunzeho vojenskou akademii a poté v roce 1973 absolvoval válečnou akademii JNA. V roce 1986 se stal zástupcem velitele 7. armády a tuto funkci zastával až do roku 1987, kdy byl povýšen na generálporučíka. Adžić poté absolvoval Školu lidové obrany v roce 1987. Zastával řadu funkcí v JNA, včetně velitele 1. a 3. praporu 4. proletariátního pěšího pluku, velitele 25. a 26. pěší divize a velitele 52. sboru. Během své vojenské kariéry sloužil na deseti dalších menších postech.
Funkci zástupce náčelníka štábu na velitelství jugoslávské armády zastával do 29. září 1989, kdy byl povýšen na generálplukovníka a do funkce náčelníka generálního štábu. Funkci zastával do 8. května 1992, kdy rezignoval a jeho nástupcem se stal Života Panić.
Získal celou řadu domácích i zahraničních vyznamenání. Po rezignaci Veljka Kadijeviće byl pověřen vykonáváním funkce Svazového sekretáře národní obrany (svazového ministra obrany) Tuto funkci zastával od 8. ledna 1992 do 27. února 1992, tedy během války v Chorvatsku. Chorvatská i bosenská strana ho během konfliktů obvinily z vedení totální války, namířené především proti místnímu obyvatelstvu.[zdroj?] Chorvatský oblastní soud v Osijeku ho proto obvinil z aktů genocidy.
Podle Marka Hoareho, bývalého zaměstnance ICTY, vyšetřovací tým pracoval na obviněních osob, které označil za „společný zločinecký plán“ (joint criminal enterprise, JCE), včetně Adžiće, Slobodana Miloševiće, Veljka Kadijeviće, Borisava Joviće, Branka Kostiće, Momira Bulatoviće a dalších. Hoare tvrdí, že díky zásahu Carly del Ponte byly tyto návrhy zamítnuty a obžaloba se omezila na samotného Miloševiće, v důsledku čehož většina těchto jednotlivců nebyla nikdy obžalována.
Blagoje Adžić zemřel 1. března 2012 ve věku 79 let v Bělehradě. Byl pohřben 3. března 2012 na Ústředním hřbitově ve Voždovci v Bělehradě s plnými vojenskými poctami.